# Вибір капітана Кореллі
«Вибір капітана Кореллі» (англ. Captain Corelli's Mandolin) — американський воєнний фільм 2001 року режисера Джона Меддена. Він заснований на романі Луї де Берньєра «Мандоліна капітана Кореллі» 1994 року. Головні ролі виконали Ніколас Кейдж і Пенелопа Крус.
Фільм вшановує пам'ять тисячі італійських солдатів, страчених німецькими військами у вересні 1943 року під час розправи над дивізією «Акві» в Кефалонії, а також жителів Кефалонії, які загинули під час післявоєнного землетрусу.

## Сюжет
Грецькі Іонічні острови окуповані італійською армією, коли вона приводить великий гарнізон разом із німцями на тихий острів Кефалонія, жителі якого здаються. Капітан Антоніо Кореллі, офіцер італійської 33-ї піхотної дивізії Аккі, має веселу вдачу та пристрасть до мандоліни і навчає свою батарею солдатів (які ніколи не стріляли) хоровому співу. Спочатку він відштовхує від себе багатьох жителів села, зокрема Пелагію, дочку сільського лікаря. Вона освічена і вольова жінка. Спершу ображена поведінкою італійського солдата, вона поступово захоплюється чарівністю Кореллі і його грою на мандоліні, коли вони змушені ділити дім її батька, після того, як лікар надав йому притулок в обмін на медичне приладдя.
Коли наречений Пелагії, місцевий рибалка на ім'я Мандрас, вирушає на війну на материк, дружба між Антоніо і Пелагією міцнішає. Її краса та розум полонили серце Кореллі, а любов до жвавої громади села змусила його поставити під сумнів причини, через які він воював. Кореллі та його батарея музичних військ стають частиною життя мешканців села, але цей момент швидкоплинний. З наближенням війни Антоніо та Пелагія змушені обирати між вірністю та коханням.
Італійський уряд капітулює, а італійські війська радісно готуються до повернення додому. Однак їхні колишні союзники, німці, наполягають на їхньому роззброєнні, нестримано і жорстоко. Греки також стикаються з жорстокістю німців, що прибувають, і домовляються з італійцями використати свою зброю в короткому, але марному опорі. За це німецьке верховне командування розстрілює тисячі італійських солдатів як зрадників. Кореллі виживає, коли один з його солдатів затуляє його своїм тілом від шквального вогню німецьких катів і падає мертвим на нього. Мандрас знаходить ще живого Кореллі серед купи вбитих солдатів і відводить його до Пелагії для лікування і одужання, а потім до човна, щоб втекти з острова. В результаті допиту Пелагії Мандрас зізнається, що врятував Кореллі з купи мертвих солдатів, бо хотів відродити їхнє кохання. Але це не допомагає, і пара розлучається. Раніше, під час одного з візитів Мандраса до Кефалонії, він зізнається Пелагії, що ніколи не відповідав на її численні любовні листи, бо був неписьменним.
У 1947 році Пелагія отримує посилку з Італії із записом мелодії, яку написав для неї Кореллі, але без нот. Землетрус руйнує більшу частину села, включно з будинком лікаря, але життя на острові триває, і невдовзі Кореллі повертається до Пелагії.

## Акторський склад
| Актор           | Роль                     |
| --------------- | ------------------------ |
| Ніколас Кейдж   | Капітан Антоніо Кореллі  |
| Пенелопа Крус   | Пелагія                  |
| Джон Герт       | Доктор Янніс             |
| Крістіан Бейл   | Мандрас                  |
| Ірині Паппа     | Дросула                  |
| Девід Морріссі  | Капітан Ґюнтер Вебер     |
| Патрік Мелахайд | Полковник Йоганнес Бардж |

## Реакція
Він зібрав у прокаті $62,112,895 при загальних витратах у $57 млн.
На Rotten Tomatoes він має рейтинг 28% на основі відгуків 118 критиків із середньою оцінкою 4,5/10. На Metacritic фільм має середньозважену оцінку 36 балів зі 100 на основі рецензій 33 критиків, що означає «загалом несприятливі відгуки».
Роджер Еберт з Chicago Sun-Times поставив стрічці 2 бали з 4 і припустив, що фільм міг би краще працювати з субтитрами, вказуючи на абсурдність однієї сцени, "де щось говориться англійською з одним акцентом, а персонаж запитує: «Що він сказав?», а йому відповідають — англійською з іншим акцентом".